# Panonija, Bačka Topola
Panonija (izvirno srbsko Панонија) je naselje v Srbiji, ki upravno spada pod Občino Bačka Topola; slednja pa je del Severnobačkega upravnega okraja.

## Demografija
V naselju živi 649 polnoletnih prebivalcev, pri čemer je njihova povprečna starost 40,7 let (39,2 pri moških in 42,3 pri ženskah). Naselje ima 273 gospodinjstev, pri čemer je povprečno število članov na gospodinjstvo 2,92.
Prebivalstvo je večinoma nehomogeno.
|  |

| Demografija | Demografija     | Demografija     |
| Leto        | Št. prebivalcev | Št. prebivalcev |
| ----------- | --------------- | --------------- |
|             |                 |                 |
|             |                 |                 |
|             |                 |                 |
|             |                 |                 |
| 1948        | 954             |                 |
| 1953        | 902             |                 |
| 1961        | 893             |                 |
| 1971        | 955             |                 |
| 1981        | 877             |                 |
| 1991        | 970             | 962             |
| 2002        | 804             | 798             |
|             |                 |                 |

| Etnična sestava po popisu iz leta 2002 | Etnična sestava po popisu iz leta 2002 | Etnična sestava po popisu iz leta 2002 | Etnična sestava po popisu iz leta 2002 | Etnična sestava po popisu iz leta 2002 |
| -------------------------------------- | -------------------------------------- | -------------------------------------- | -------------------------------------- | -------------------------------------- |
| Srbi                                   | Srbi                                   |                                        | 462                                    | 57,89%                                 |
| Madžari                                | Madžari                                |                                        | 147                                    | 18,42%                                 |
| Črnogorci                              | Črnogorci                              |                                        | 48                                     | 6,01%                                  |
| Jugoslovani                            | Jugoslovani                            |                                        | 39                                     | 4,88%                                  |
| Hrvati                                 | Hrvati                                 |                                        | 20                                     | 2,50%                                  |
| Muslimani                              | Muslimani                              |                                        | 10                                     | 1,25%                                  |
| Slovenci                               | Slovenci                               |                                        | 9                                      | 1,12%                                  |
| Slovaki                                | Slovaki                                |                                        | 6                                      | 0,75%                                  |
| Ukrajinci                              | Ukrajinci                              |                                        | 4                                      | 0,50%                                  |
| Rusini                                 | Rusini                                 |                                        | 2                                      | 0,25%                                  |
| Albanci                                | Albanci                                |                                        | 2                                      | 0,25%                                  |
| Rusi                                   | Rusi                                   |                                        | 1                                      | 0,12%                                  |
| Makedonci                              | Makedonci                              |                                        | 1                                      | 0,12%                                  |
| Bunjevci                               | Bunjevci                               |                                        | 1                                      | 0,12%                                  |
| Neznano                                | Neznano                                |                                        | 1                                      | 0,12%                                  |